# Comunidade Económica dos Estados da África Ocidental
A Comunidade Económica dos Estados da África Ocidental (em inglês:  Economic Community of West African States, ECOWAS; em francês:  Comunauté Économique des États de l’Afrique de l’Ouest, CEDEAO), cujo acrónimo é CEDEAO, é a organização de integração regional que engloba quinze países da África Ocidental.

## Membros
- Benim
- Cabo Verde
- Costa do Marfim
- Gâmbia
- Gana
- Guiné-Bissau
- Libéria
- Nigéria
- Senegal
- Serra Leoa
- Togo

### Países suspensos

Localização dos membros no continente africano em verde escuro. Em verde claro, países que estão suspensos da organização.

- Burquina Fasso (motivo: Golpe de Estado)
- Guiné (motivo: Golpe de Estado)
- Mali (motivo: Golpe de Estado)
- Níger (motivo: Golpe de Estado)

## História
O Tratado de Lagos, que estabeleceu a CEDEAO, foi assinado em maio de 1975 com o objectivo de promover o comércio regional, a cooperação e o desenvolvimento na região. Desde então houve apenas duas mudanças entre os membros: a entrada de Cabo Verde em 1976 e a saída da Mauritânia em 2002.
O tratado da CEDEAO foi revisto e assinado em julho de 1993, de forma a acelerar a integração econômica e aumentar a cooperação na esfera política, incluindo o estabelecimento dum parlamento oeste-africano, um conselho econômico e social e um novo tribunal para assegurar a execução das decisões da Comunidade. Este novo tratado dá formalmente à Comunidade a responsabilidade de evitar e resolver conflitos na região.
Sete países desta região formaram uma união económica e monetária chamada de União Económica e Monetária do Oeste Africano sob o compartilhamento do franco CFA, a moeda comum desses países.
Em 2017, a CEDEAO interveio militarmente na Gâmbia para garantir a posse do novo presidente.
Em 10 de agosto de 2023, a CEDEAO concordou em lançar uma intervenção militar no Níger com o objetivo de depor à força a junta militar que deu um golpe no governo democraticamente eleito do país. A junta, que havia acabado de anunciar um novo governo reagiu dizendo que assassinaria o presidente deposto.